# Max Weinberg (Maler)

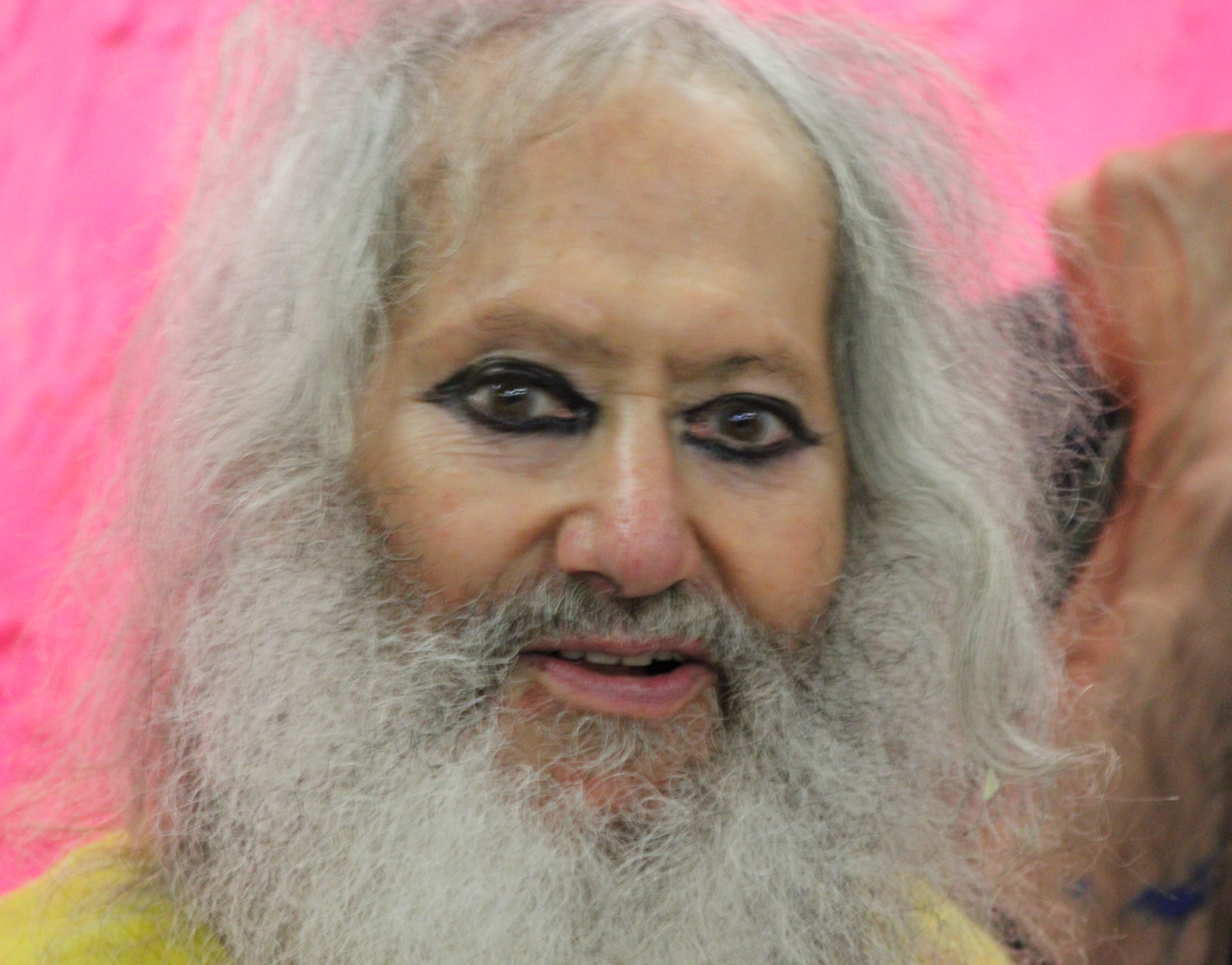
Max Weinberg (2012)

Max Weinberg, auch משה וינברג (Moshe Weinberg) (* 19. Januar 1928 in Kassel; † 18. April 2018 in Frankfurt am Main), war ein deutsch-israelischer Künstler, der in Frankfurt am Main als Maler und Bildhauer wirkte. Sein Markenzeichen sind Gestalten mit überzähligen Gliedmaßen, insbesondere Frauen mit vielen Augen, Beinen und Brüsten. Charakteristisch war auch sein äußeres Erscheinungsbild mit langem Haar und Bart, bemalten T-Shirts und kajalumrandeten Augen.

## Leben
Max Weinberg wurde 1928 zusammen mit seinem Zwillingsbruder Samy in Kassel als Sohn deutsch-polnischer Eltern jüdischen Glaubens geboren. Sein Vater Abraham Weinberg stammte aus Łódź und war 1922 aus wirtschaftlichen Gründen mit seiner Ehefrau und ihrem ersten Kind, der 1920 geborenen Tochter nach Kassel gezogen. Max Weinberg hatte insgesamt drei Schwestern und drei Brüder, darunter den mit schwerer Behinderung geborenen Arno, der später in der Tötungsanstalt Hadamar im Rahmen der „Aktion T4“ ermordet wurde – noch keine 15 Jahre alt. Ohne den in einem Pflegeheim untergebrachten Arno floh die Familie getrennt in zwei Gruppen im Sommer bzw. Frühherbst 1933 vor den Nationalsozialisten zunächst nach Belgien und wanderte 1935 nach Palästina aus.
Bereits im Alter von 13 Jahren verkaufte Max Weinberg erste Bilder auf den Straßen von Tel Aviv. Zunächst studierte Weinberg an einer religiös orientierten Kunstschule, gab dies jedoch schnell wieder auf, weil ihm diese Art des Lernens zu gelenkt erschien. Stattdessen zimmerte er sich mit 18 Jahren am Strand von Tel Aviv eine Baracke, die sein erstes Atelier werden sollte. Sein Hauptmotiv war damals eine badende Frau im Stil von Paul Cezanne oder Raffael.
1948 wurde Weinberg als Soldat in die Streitkräfte des neugegründeten Staates Israel eingezogen und kämpfte im israelischen Unabhängigkeitskrieg (Palästinakrieg). Nachdem er sich dem Befehl eines Vorgesetzten widersetzt hatte, einen gefangengenommenen palästinensischen Bauern zu erschießen, wurde er nach Arrest und Hungerstreik 1950 unehrenhaft aus der Armee entlassen. Diese Erfahrung wurde zum entscheidenden Bruch in Weinbergs Leben.
Von 1954 bis 1958 studierte Max Weinberg klassisches Zeichnen und klassische Malerei an der Staatlichen Akademie für Kultur und Künste in Tel Aviv bei den Professoren Mokady, Stimatzky und Streichmann. Im militarisierten Ambiente des Nahen Ostens sah Weinberg keine Perspektive für eine künstlerische Weiterentwicklung und ging deshalb 1959 im Alter von 31 Jahren nach Frankfurt am Main, wo er sich bei Walter Hergenhahn an der Städel-Abendschule in Zeichnen fortbildete. An der eigentlichen Städelschule fand er jedoch keine Aufnahme. 20 Jahre lang erhielt Weinberg finanzielle Unterstützung durch seinen wohlhabenden Bruder, was ihm erlaubte, sich ohne Erwerbstätigkeit ganz der Kunst zu widmen und auch zu reisen.
Weinberg nutzte zum Leben und Arbeiten über zwanzig Jahre lang ein städtisches Atelier im Osten der Frankfurter Innenstadt, wo er auch Schulklassen und ausländische Reisegruppen empfing, insbesondere aus Israel.
Weinberg pflegte als freischaffender Maler und Grafiker über vier Jahrzehnte Kooperationen mit dem Kulturamt Frankfurt am Main, dem Hessischen Ministerium für Wissenschaft und Kunst, dem Bundespräsidialamt und auswärtigen Botschaften der Bundesrepublik Deutschland zur Förderung seiner künstlerischen Arbeit und seiner Ausstellungen innerhalb Deutschlands und im europäischen und außereuropäischen Ausland. Ab Ende der 1980er Jahre wurden Max Weinbergs Kunstausstellungen  Teil der „Kulturdiplomatie“ der Bundesrepublik Deutschland, namentlich in der ehemaligen Sowjetunion (Riga, heute Lettland), in Israel (Tel Aviv), Russland (Sankt Petersburg) und Venezuela (Caracas).
Dem Bericht des Kulturamt Frankfurt am Main zufolge gehörte Max Weinberg über mehr als zwei Jahrzehnte zu den freischaffenden Malern und Grafikern in Frankfurt am Main mit der meisten hochdotierten Förderung. Darüber hinaus erhielt er mehr als zwei Jahrzehnte lang jährliche Mittel aus der Deutschen Künstlerhilfe des Bundespräsidenten, als Würdigung und in Anerkennung seiner künstlerischen Arbeit, Leistung und besonderen Verdienste im In- und Ausland seit den 1980er Jahren.
Weinberg zeigte sich dennoch enttäuscht über die von ihm als gering empfundene Anerkennung, die seine Kunst von Seiten des öffentlichen Kulturbetriebs in Frankfurt oder in seiner Geburtsstadt Kassel erfuhr. Anfang 2018 ließ der Magistrat der Stadt Frankfurt am Main verlauten, dass aus Anlass von Weinbergs 90. Geburtstag eine Jubiläumsschau sowie ein Empfang in der Paulskirche vorbereitet würden. Ebenfalls 2018 erhielt Weinberg posthum die Goetheplakette der Stadt Frankfurt am Main.

## Ehrungen
- 2018 Goetheplakette der Stadt Frankfurt am Main (posthum)
- 2000 Ehrenpreis der Sapporo International Print Biennale Exhibition – Sapporo, Japan
- 1994 Walter-Schadt-Preis der Klosterpresse Frankfurt
- 1987  2. Preis der  Internationalen Senefelder Stiftung in Offenbach am Main für seine Lithographien.[12]